# Wiktorija Puzanowa
Wiktorija Aleksiejewna Puzanowa z domu Walc, ros. Виктория Алексеевна Пузановa, alb. Viktori Puzanova (ur. 1893 w Rostowie nad Donem, zm. 1967 w Tiranie) – albańska malarka, pisarka ikon i rzeźbiarka pochodzenia rosyjskiego.

## Życiorys
Pochodziła z rodziny arystokratycznej. Ukończyła studia z zakresu rzeźby w Petersburgu. Po wybuchu rewolucji bolszewickiej opuściła Rosję i osiedliła się w Czechosłowacji. Tam też poznała przyszłego męża - zoologa Wasilija Wasiljewicza Puzanowa. Po ślubie z nim wyjechała do Czarnogóry, a następnie do Belgradu i do Kosowa. W Kosowie pracowała jako pisarka ikon, a także nauczycielka rysunku w Kosowskiej Mitrowicy i w Prizrenie. Była autorką ikon do jednej z cerkwi w Uroševacu. W 1944 opuściła Kosowo i wraz z mężem i bratem męża Aleksiejem przeniosła się do Szkodry. Od 1948 mieszkała w Tiranie. W 1956 małżeństwo Puzanowów otrzymało obywatelstwo albańskie. W 1961 po rozłamie albańsko-radzieckim, małżeństwo Puzanowów zostało wezwane przez ambasadę radziecką do powrotu do kraju, zdecydowali się jednak pozostać w Albanii.
W latach 50. pracowała w Instytucie Nauk, założonym w Tiranie, gdzie prowadziła badania nad bizantyjską sztuką średniowieczną, zajmując się także restauracją ikon i fresków znajdujących się w Albanii. W 1953 opublikowała pierwszy artykuł poświęcony twórczości Onufrego z Elbasanu, odkrywając twórczość zapomnianego autora ikon, pochodzącego z Albanii. Wykonane przez Puzanową kopie średniowiecznych fresków znajdują się do dzisiaj w Muzeum Sztuki w Korczy. Pod koniec życia cierpiała na chorobę Parkinsona, która uniemożliwiła jej kontynuację działalności twórczej. Zmarła w 1967 i została pochowana obok męża (zm. 1964) na cmentarzu w Tiranie.
W 2017 w Muzeum Sztuki Średniowiecznej w Korczy otwarto wystawę poświęconą Wiktoriji Puzanowej.